# Krielkip

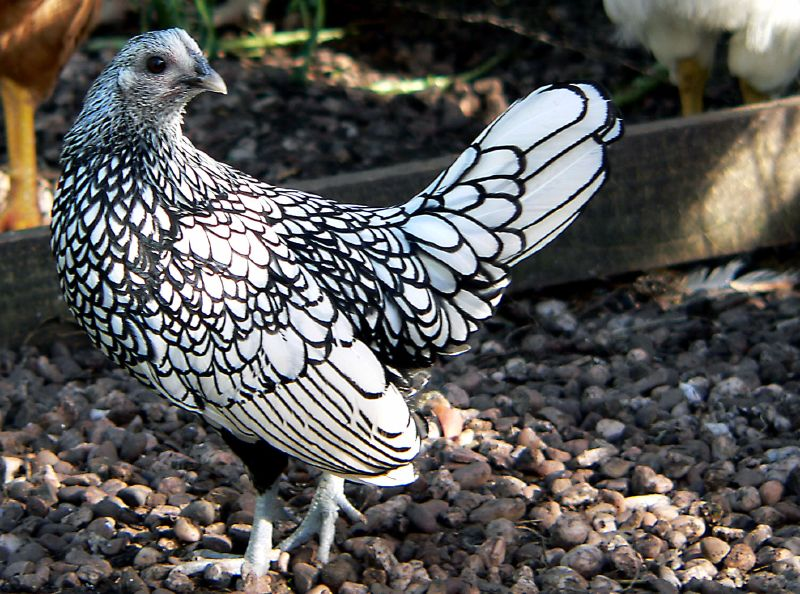
Een zilveren Sebright

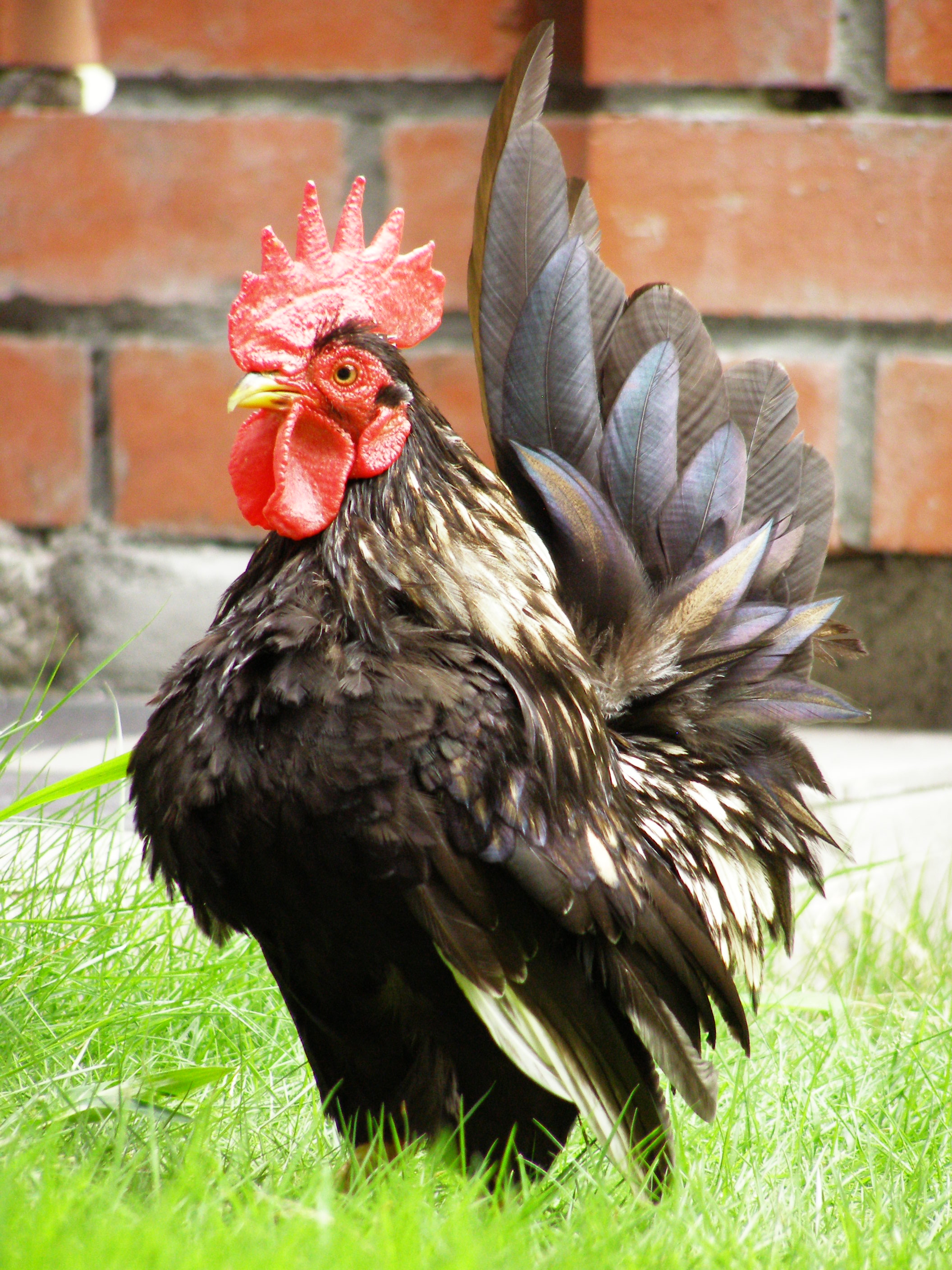
Een Seramahaan

Krielkip (ook dwerghoen of kortweg kriel genoemd) is een verkleind gefokt exemplaar van een hoenderachtige. 

## Ontstaan
Krielen zijn vaak ontstaan door klein gebleven hoenders van een ras met elkaar te kruisen. In de Middeleeuwen, de tijd van de grote landheren en de pachtende boeren, moesten de eieren van de hoenders aan de landheer worden afgedragen. Alleen eieren van krielen mochten de boeren houden. Waarschijnlijk was dit de oorsprong van de krielkippen. Vandaag de dag worden krielkippen vrijwel alleen in de hobbyhouderij en -fokkerij gevonden, waarbij ook de geringere voer- en plaatsbehoefte een rol speelt.

## Kenmerken
Meestal is de krielvorm ongeveer een derde van de normale grootte, hoewel de grootte van krielkippen onderling variëren kan. Krielkippen hebben daarom het voordeel dat ze gehouden kunnen worden op een kleinere oppervlakte. Bovendien zijn de meeste mini-kippetjes bijzonder kindvriendelijk. Ook zijn ze door hun anatomische bouw geschikt om vrij in de tuin te laten rondlopen; met hun korte pootjes gaat scharrelen ze niet zo goed af. De rankere soorten daarentegen kunnen van nature wel redelijk hoog opvliegen, waarbij zelfs kortwieken niet altijd volstaat. Daarnaast is het ook mogelijk om deze beestjes te houden voor de eitjes; deze zijn uiteraard wat kleiner. De krielkip is door de kleinere gestalte kwetsbaarder voor natuurlijke vijanden dan zijn grotere verwanten. 

## Ware krielrassen
Er zijn ook enkele originele krielrassen, waarvan geen grote uitvoering voorkomt. Voorbeelden hiervan zijn de Eikenburger kriel, de Hollandse kriel, de Sebright, de Nederlandse sabelpootkriel, de Chabo, de Serama en de Javakriel. 

## Krielkippen bij kraaiwedstrijden
Bij hanenkraaiwedstrijden waar het aantal van de kraaikreten een rol speelt, blijken krielkippen de grote rassen duidelijk te overtreffen. In de gouden tijden van het wedstrijdkraaien in Vlaanderen noemden de deelnemers van de hanenzettingen zich krieleniers. Vandaag de dag blijken bij Nederlandse kraaiwedstrijden in het bijzonder de Hollandse krielen vaak tot de kampioenen te behoren.